# فرقة المشاة 719 (الفيرماخت)
فرقة المشاة 719 (بالألمانية: 719. Infanterie Division) فرقة مشاة للجيش الألماني في الحرب العالمية الثانية.
تأسست في أوائل مايو 1941 وقضت معظم الحرب العالمية الثانية المتمركزة في هولندا وأنتويرب حتى غزو الحلفاء لنورماندي. قاتلت الفرقة 719 في عدة معارك دفاعية حتى تم تدميرها في أبريل 1945.

## التاريخ
تم تشكيل الفرقة في 3 مايو 1941 كجزء من اوفشتيلوفيلا الخامس عشر. في أمر مؤرخ 13 أبريل 1941، كان مطلوبًا من كل منطقة عسكرية رفع فوجين ليصبح المجموع ثلاثين. تتألف الفرقة 719 من الفوجين اللذين أثيرا في المنطقة العسكرية الثالثة ( برلين ). كانت هذه أفواج المشاة 723 و743. مثل الافواج الأخرى للموجة الخامسة عشرة، تألفت الفرقة 719 من فوجين مشاة فقط بدلاً من ثلاثة أفواج. 
تم نقل الفرقة 719 إلى هولندا المحتلة. حتى يوليو 1942، كانت الفرقة جزءًا من قيادة القوات الألمانية في هولندا. في يوليو 1942 تم نقلها إلى LXXXVIII Korps Niederlande Armee ، Armeegruppe D. تم نقل LXXXVIII Korps إلى Armeegruppe B في مايو 1944. بقيت الفرقة هناك حتى 7 سبتمبر 1944 عندما تم نقلها إلى أنتويرب كجزء من LXXXVIII Korps ، 1. Fsch Armee ، Armeegruppe B. كانت هذه الخطوة للتحضير لتقدم الحلفاء.

## التنظم

### 1941
- فوج المشاة 723
- فوج المشاة 743
- 663
- 719
- بانزرجيغر كومباني 719
- بيونير كومباني 719
- ناتشيرتن كومباني 719 [2]

### 1944
- 723
- 743
- 766
- مدفعية فوج 1719
- الانقسامات- Füsilier-Bataillon 719
- 719
- بايونير باتايلون 719
- Nachrichten-Abteiliung 719
- سانيتات أبتيلونغ 719
- فيلدرزاتز باتيلون 719

### اقتباسات
1. ↑  Tessin, Georg (1977). "Aufstellung der 15. Welle Mai 1941". Die Waffengattungen - Gesamtübersicht. Verbände und Truppen der deutschen Wehrmacht und Waffen-SS im Zweiten Weltkrieg 1939-1945 (بالألمانية). Osnabrück: Biblio Verlag. Vol. 1. p. 57. ISBN:3764810971.
2. ↑  Nafziger.

### قائمة المراجع
- Mitcham، Samuel W. (2007). German Order of Battle: 291st–999th Infantry Divisions, Named Infantry Divisions, and Special Divisions in WWII. Mechanicsburg, Pennsylvania: Stackpole Books. ISBN:0811748448.
- Nafziger، George. "Organizational History of 371st through 719th German Infantry, Security and Panzer Grenadier Divisions 1939-1945" (PDF). The Nafziger Collection of Orders of Battle. US Army Combined Arms Research Library. مؤرشف من الأصل (PDF) في 2017-02-10. اطلع عليه بتاريخ 2016-08-27. {{استشهاد ويب}}: الوسيط |ref=harv غير صالح (مساعدة)